# Supercopa de Fiyi 2021
La Supercopa de Fiyi 2021 fue la 30.ª de la Supercopa de Fiyi. Se disputaría a doble partido el 29 y 30 de enero, sin embargo, fue atrasado para el 19 y 20 de febrero.

## Participantes
|  |  | Suva FC   |  | Campeón de la Liga Nacional de Fútbol de Fiyi (2020)           |
|  |  | Labasa FC |  | Campeón del Campeonato de Fútbol Interdistrital de Fiyi (2020) |

## Partidos

### Ida
| 19 de febrero de 2021 | Suva FC            | 1:1 (1:0) | Labasa FC                | Estadio Nacional de Fiyi, Suva |  |
| 1:00                  | Remueru Tekiate 3' | Reporte   | Marlon Tahioa 75' (pen.) |                                |  |

### Vuelta
| 20 de febrero de 2021 | Labasa FC                              | 2:1 (1:0) (Global 3:2) | Suvaa FC            | Estadio Nacional de Fiyi, Suva |  |
| 21:00                 | Marlon Tahioa 45+3' · Taniela Waqa 85' | Reporte                | Remueru Tekiate 47' |                                |  |

| Campeón Supercopa 2021 |
| ---------------------- |
|                        |
| Labasa FC              |
| 5° Título              |